# 波爾 (克羅埃西亞)
波爾（Bol）是位於克羅埃西亞布拉奇島南部的一座城鎮，屬於斯普利特-達爾馬提亞縣。2011年，波爾有人口1,630人。波爾以其的海灘而著稱。